# Borskiv, Tîvriv
Borskiv (în ucraineană Борсків) este un sat în comuna Voroșîlivka din raionul Tîvriv, regiunea Vinnița, Ucraina.

## Demografie
Componența lingvistică a localității Borskiv
     Rusă (80,9%)
     Ucraineană (19,1%)
Conform recensământului din 2001, majoritatea populației localității Borskiv era vorbitoare de rusă (80,9%), existând în minoritate și vorbitori de ucraineană (19,1%).